# Joseph-Olivier Andries
Joseph-Olivier Andries (Ruddervoorde, 23 juni 1796 – Brugge, 9 maart 1886) was lid van het Nationaal Congres, historicus en rooms-katholiek priester. Andries was van 1863 tot 1886 te Brugge de tweede voorzitter van het Genootschap voor Geschiedenis.

## Levensloop
Andries was de zoon van notaris en burgemeester van Ruddervoorde Jan Andries (overleden in 1820) en zijn derde vrouw Barbara Laros (1754-1833). Vanaf 1809 volgde hij de oude humaniora in het Klein Seminarie in Roeselare. Na zijn seminariejaren werd Andries priester gewijd in Mechelen op 15 juni 1820. Voordien en nadien was hij surveillant en leraar in het college in Aalst.
In augustus 1823 werd Andries onderpastoor op de Sint-Salvatorsparochie in Brugge. Hij kreeg er zijn eerste bekendheid, als organisator van de herdenkingsfeesten bij het zevende eeuwfeest van de moord op Karel de Goede. Kort daarop werd hij pastoor in Middelburg (Oost-Vlaanderen). In de pastorie ontdekte hij de kopie van de 'Aanbidding der Drie Koningen' van Rogier Van der Weyden, die in de zestiende eeuw het origineel had vervangen. Hij liet de triptiek restaureren en sedertdien hangt hij opnieuw in de parochiekerk, terwijl het origineel zijn weg heeft gevonden naar het Staatsmuseum in Berlijn.
Vanaf zijn aankomst in Middelburg, grensgemeente met Noord-Nederland ontpopte hij zich als een vurig voorstander van de 'petitionnementen' waarin het verzet tegen Willem I en zijn politiek zich uitdrukte. In 1830 sloot hij zich bij de revolutiegezinden aan. Hij werd voorgedragen en verkozen in het Nationaal Congres voor het arrondissement Eeklo. Hij stemde meestal maar niet altijd met de meerderheid: voor de onafhankelijkheidsverklaring, voor de constitutionele monarchie als staatsvorm, voor de eeuwigdurende uitsluiting van de Nassaus, voor Leopold van Saksen Coburg als kandidaat-koning en voor de aanvaarding van het Verdrag der XVIII artikelen. Hij week af toen hij niet stemde voor de hertog van Nemours maar voor de hertog van Leuchtenberg als staatshoofd en toen hij voor de tijdelijke functie van regent stemde voor Félix de Merode en niet voor Surlet de Chokier.
Andries was van 1835 tot 1839 Kamerlid voor het arrondissement Gent. Na de goedkeuring in 1839 van het Verdrag der XXIV artikelen, waar Andries zich bij neerlegde en hiervoor veel verwijten kreeg, trok hij zich uit de politiek terug. Hij vertrok naar Rome waar hij zich bijschoolde door het volgen van colleges in theologie en kerkelijk recht. In juli 1841 was hij weer in België en werd hij door bisschop Boussen aan het werk gezet in de Sint-Salvatorskathedraal, als penningmeester van de kerkfabriek. Hij had er heel wat werk om de kathedraal volledig te herstellen en opnieuw in te richten na de brand van 1839.
Joseph Andries was betrokken bij een aantal zaken:
- In 1838 zette hij zich in voor het aanleggen van een waterloop die noodzakelijk was om de waterzieke polders in het Meetjesland te saneren. In 1842 werd het Leopoldkanaal gerealiseerd.
- Hij zette zich vervolgens met succes in voor de heroprichting van een hospitaal in Maldegem.
- In 1863 zette hij zich in om, in het kader van de strijd tegen de armoede, een domein van 2300 ha te verkavelen onder kleine boeren in de streek van Ruddervoorde
- Daarna hielp hij in de strijd voor het behoud van de historische eigendomsstructuur van de Gemene en Loweiden in Assebroek.

Hij was mede-oprichter en, na de dood van Charles Carton, voorzitter van het Genootschap voor Geschiedenis te Brugge. Wat hij in de Handelingen aan historische werken publiceerde, had een concrete bedoeling voor het uitvoeren van werken die hij nuttig oordeelde of het bevorderen van eisen die hij rechtvaardig achtte.
Hoewel in Brugge overleden, werd kanunnik Andries in Middelburg (Oost-Vlaanderen) begraven.

## Gedenkteken
In Ruddervoorde werd een straat vernoemd naar Joseph-Olivier Andries: de Kanunnik Andriesstraat.
Op de hoek van die straat staat een gedenkteken.

## Publicaties
- Recherches historiques sur les voies d'écoulement des eaux des Flandres, 1838
- Projet de défrichement de la grande bruyère qui s'étend sur les communes de Ruddervoorde, Zwevezeele et Lichtervelde connue sous le nom de Vrij-geweid, Brugge, 1842.
- Canal agricole. Canalisation du Riviertje, Brugge, 1847.
- Les fonts batismaux de Zedelghem, Brugge, 1853.
- Comptabilité des fabriques d'église. Modèle de compte avec l'exposé des motifs, sous forme de notes, 1856
- Projet de défrichement de la grande bruyère qui s'étend sur les communes de Ruddervoorde,
- Notice sur la grande bruyère flamande de Bulscamp, ou itinéraire de Walter de Marvis, évêque de Tornai, fixant en 1242, les limites d'un grand nombre de paroisses touchant à cette bruyère, Brugge, 1864.
- Une question historique et une question de droit administratif, ou le petit canal de Lisseweghe, Brugge, 1871.
- Deux documents officiels et quelques réflexions dans le but d'obtenir la mise dans le commerce de la grande terre de nature communale, nommé Beverhoutsveld, située dans la commune de Oedelem près de Bruges, Brugge, 1880.
- Recueil de documents tendant à résoudre la question de propriété des Gemeene- en Looweiden situées à Assebrouck et Oedelem-lez-Bruges, Brugge, 1879.
- Procès et jugement du tribunal civil de Bruges concernant les Gemeene- et Looweiden (...), Brugge, 1881.